# Michael Martin Lienau (Kaufmann)

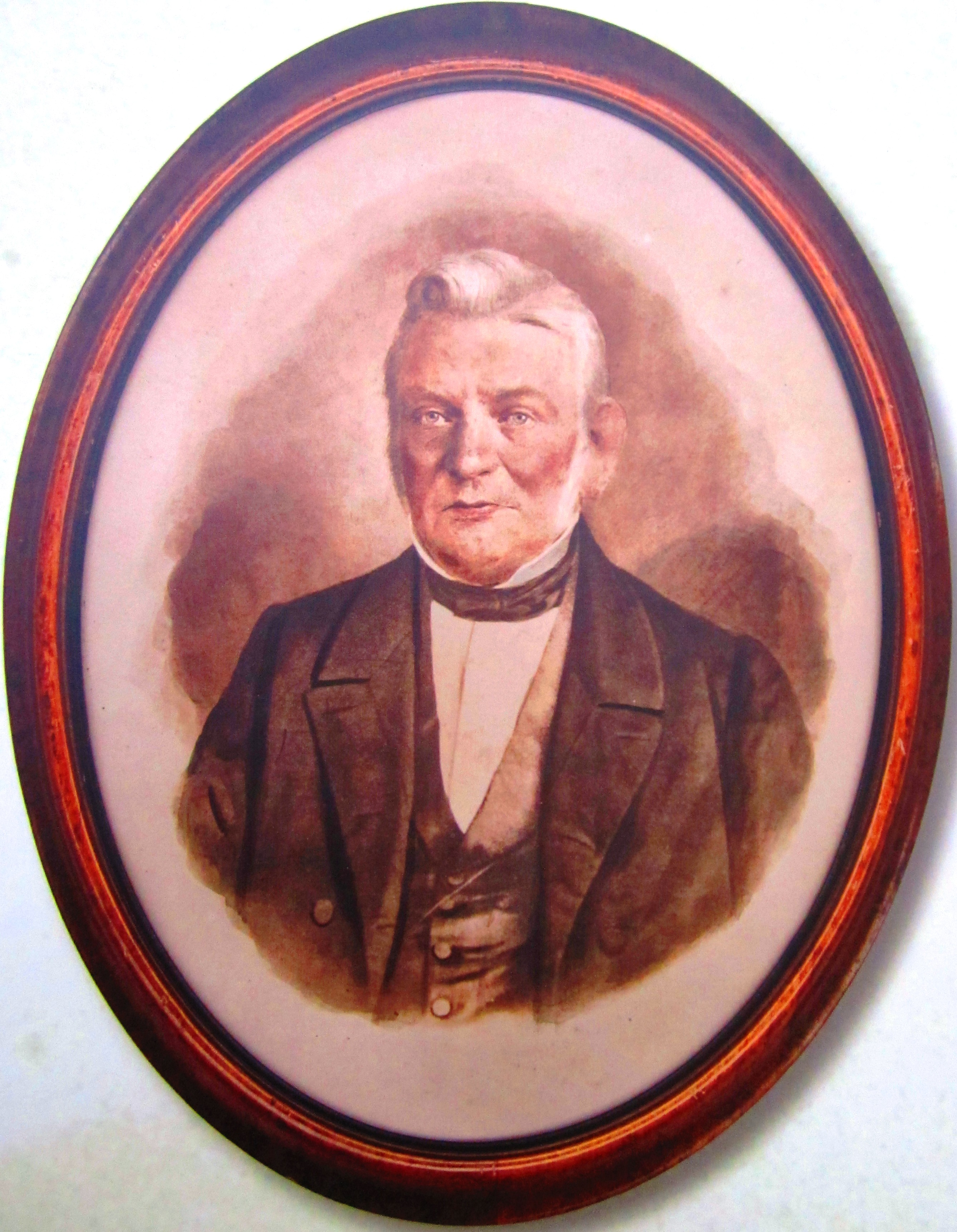
Michael Lienau

Michael Martin Lienau (* 21. Januar 1786 in Elmshorn; † 1. Mai 1861 in Frankfurt (Oder)) war ein deutscher Kaufmann und Lokalpolitiker.

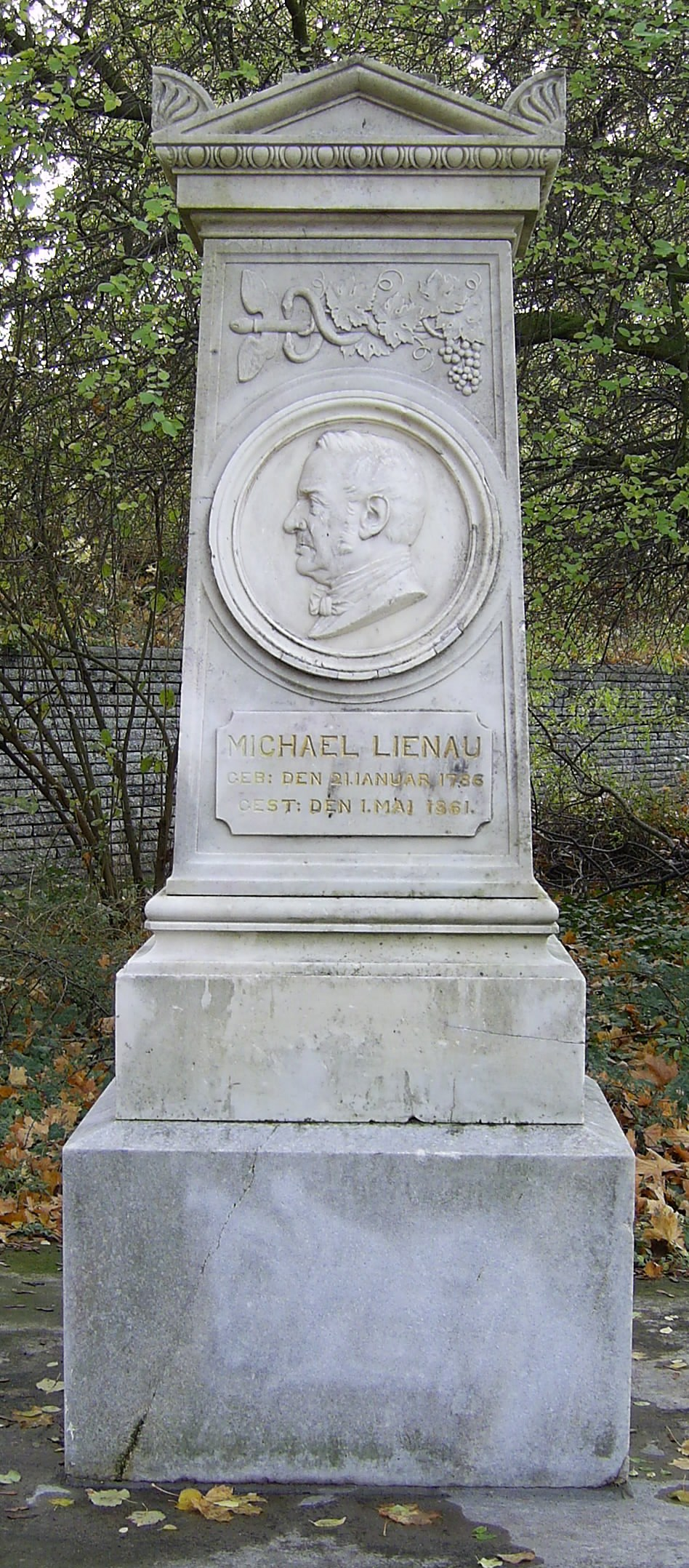
Denkmal Michael Lienaus in Frankfurt (Oder) von 1861. Das Denkmal steht im Lienaupark.

## Biografie
Der Gastwirtssohn aus Elmshorn ging bei einem Hamburger Weinhändler in die Lehre. Dieser empfahl ihn an die Daub’sche Weinhandlung in Frankfurt (Oder). 1804 kam Lienau nach Frankfurt. 1818 erwarb er ein Gartengrundstück, das bei Anlage der Straße „Halbe Stadt“ die Nummer 29 erhielt. Der Schinkel-Schüler und Erschaffer der Granitschale im Lustgarten in Berlin Christian Gottlieb Cantian baute 1836 das Wohnhaus, zu dem Peter Joseph Lenné den Garten – den heutigen 
Lienaupark – anlegte. Lenné lieferte in dieser Zeit zudem die Pläne für den von 1833 bis 1845 angelegten Lennépark Frankfurt (Oder). 
Lienau war Mitglied des „Vereins zur Beförderung des Gartenbaues“ und hatte in seinem Garten eine Blumensammlung mit einigen hundert Arten Erika, Magnolien, Rhododendren und vor allem Kamelien, für die er ein eigenes Gewächshaus hatte errichten lassen. Carl Loewe beschreibt den Garten am 15. Juli 1839 in einem Brief an seine Frau: „Man sieht die Oder hinab bis Küstrin hinüber gen Morgen nach Kunersdorf …“ „Im Süden sieht man auch noch die Oder nach Schlesien hinauf. Wir genossen lange der herrlichen Aussicht oben auf dem platten Dach des Hauses.“
Michael Martin Lienau war Stadtrat von Frankfurt (Oder).
Sein Sohn Louis ließ dem Vater nach dessen Tode in Frankfurt (Oder) ein Denkmal setzen (s.Bild rechts).

## Belege
1. ↑  Günther, Harksen. Peter Joseph Lenné, Pläne für Stadt und Land. S. 32
2. ↑  Lienaupark auf frankfurt-slubice.eu, abgerufen am 6. Dezember 2024.

| Personendaten    | Personendaten                            |
| ---------------- | ---------------------------------------- |
| NAME             | Lienau, Michael Martin                   |
| KURZBESCHREIBUNG | deutscher Kaufmann und Kommunalpolitiker |
| GEBURTSDATUM     | 21. Januar 1786                          |
| GEBURTSORT       | Elmshorn                                 |
| STERBEDATUM      | 1. Mai 1861                              |
| STERBEORT        | Frankfurt (Oder)                         |